# Bunaeopsis elisa
Bunaeopsis elisa är en fjärilsart som beskrevs av Wichgraf 1914. Bunaeopsis elisa ingår i släktet Bunaeopsis och familjen påfågelsspinnare. Inga underarter finns listade i Catalogue of Life.